# Gmundnerberg

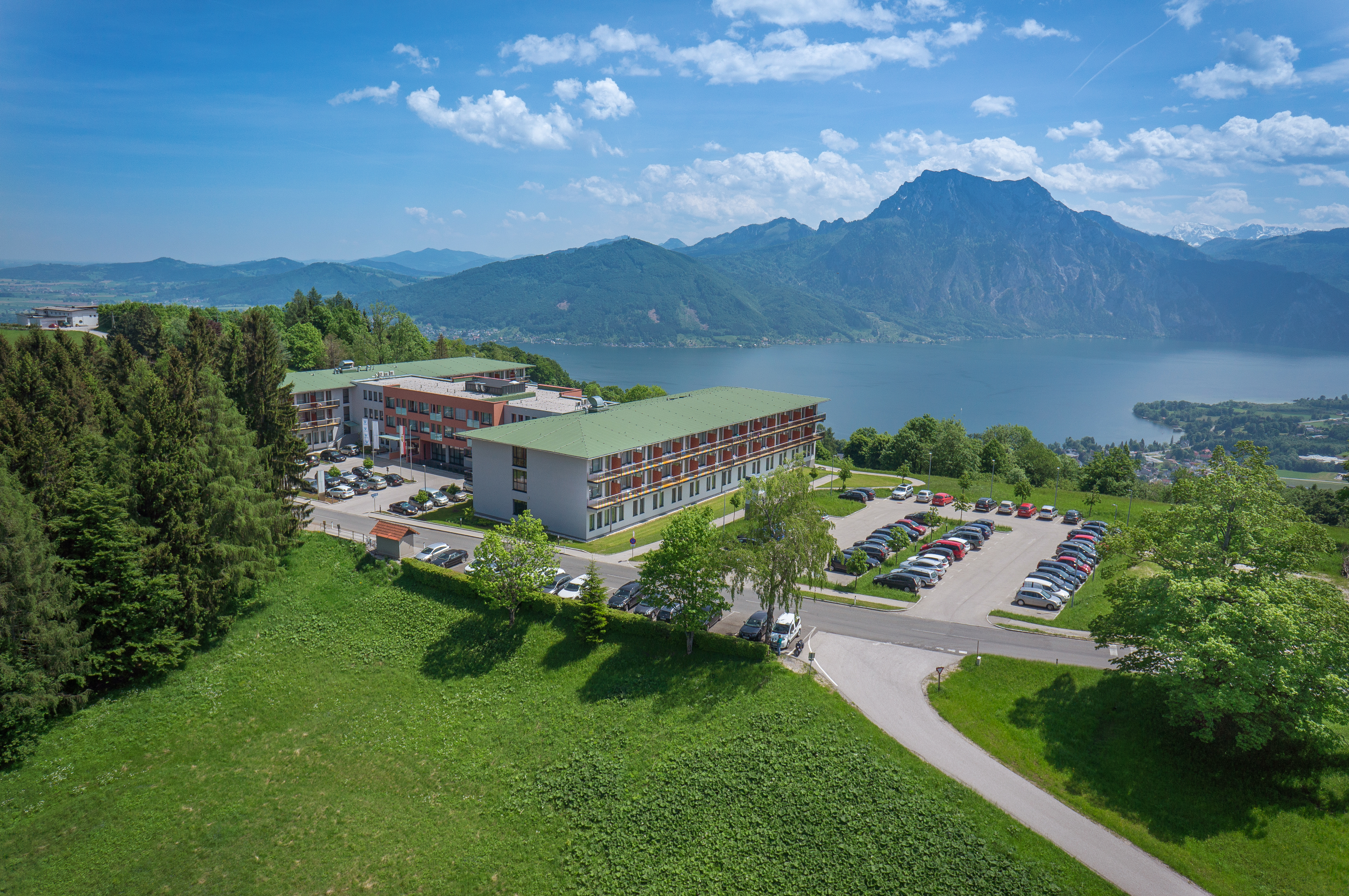
Sanatorium auf dem Gmundnerberg. Im Hintergrund der Traunsee mit Grünberg und Traunstein (rechts).

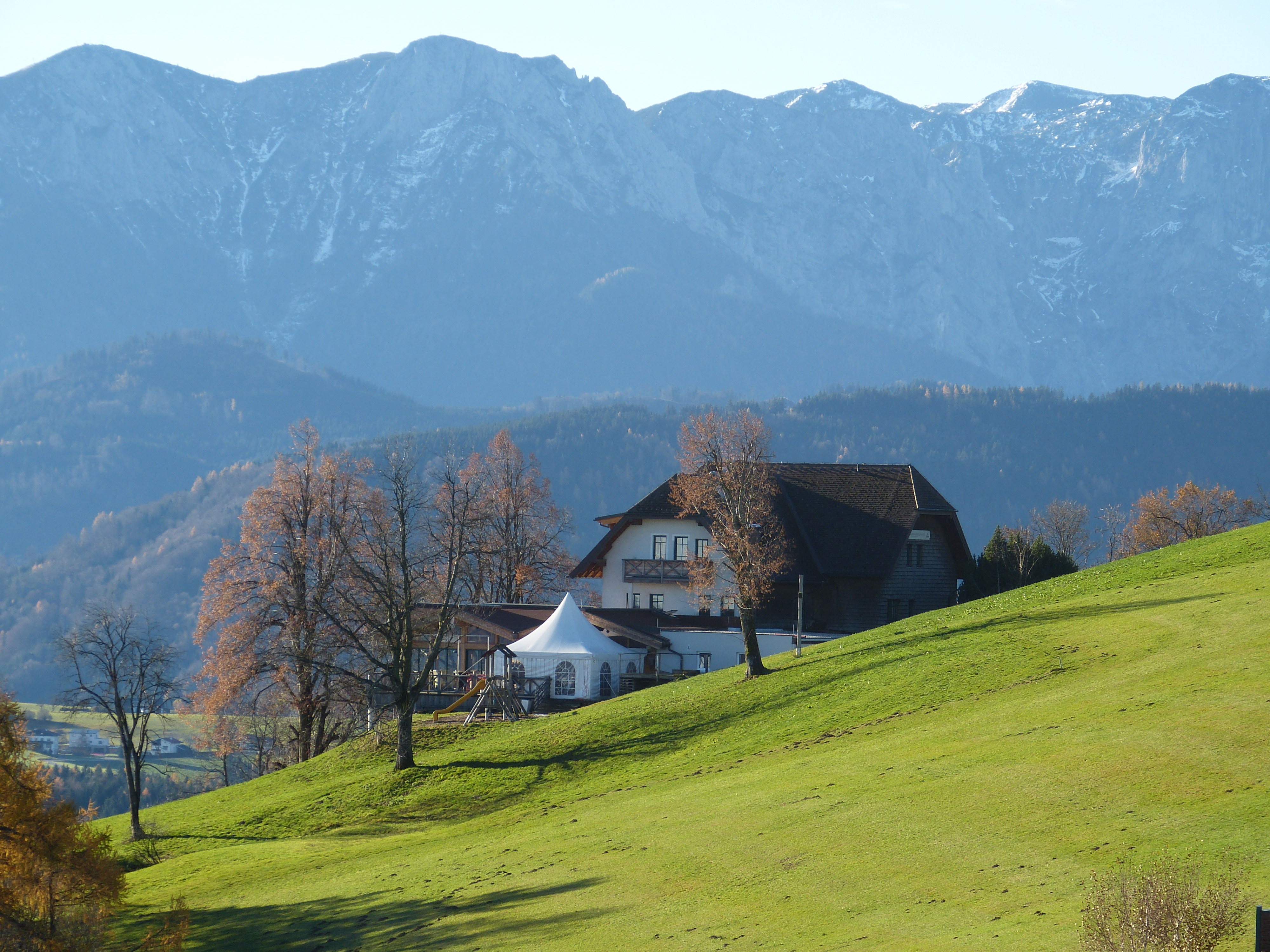
Gmundnerberghaus, dahinter die Gipfel des Höllengebirges.

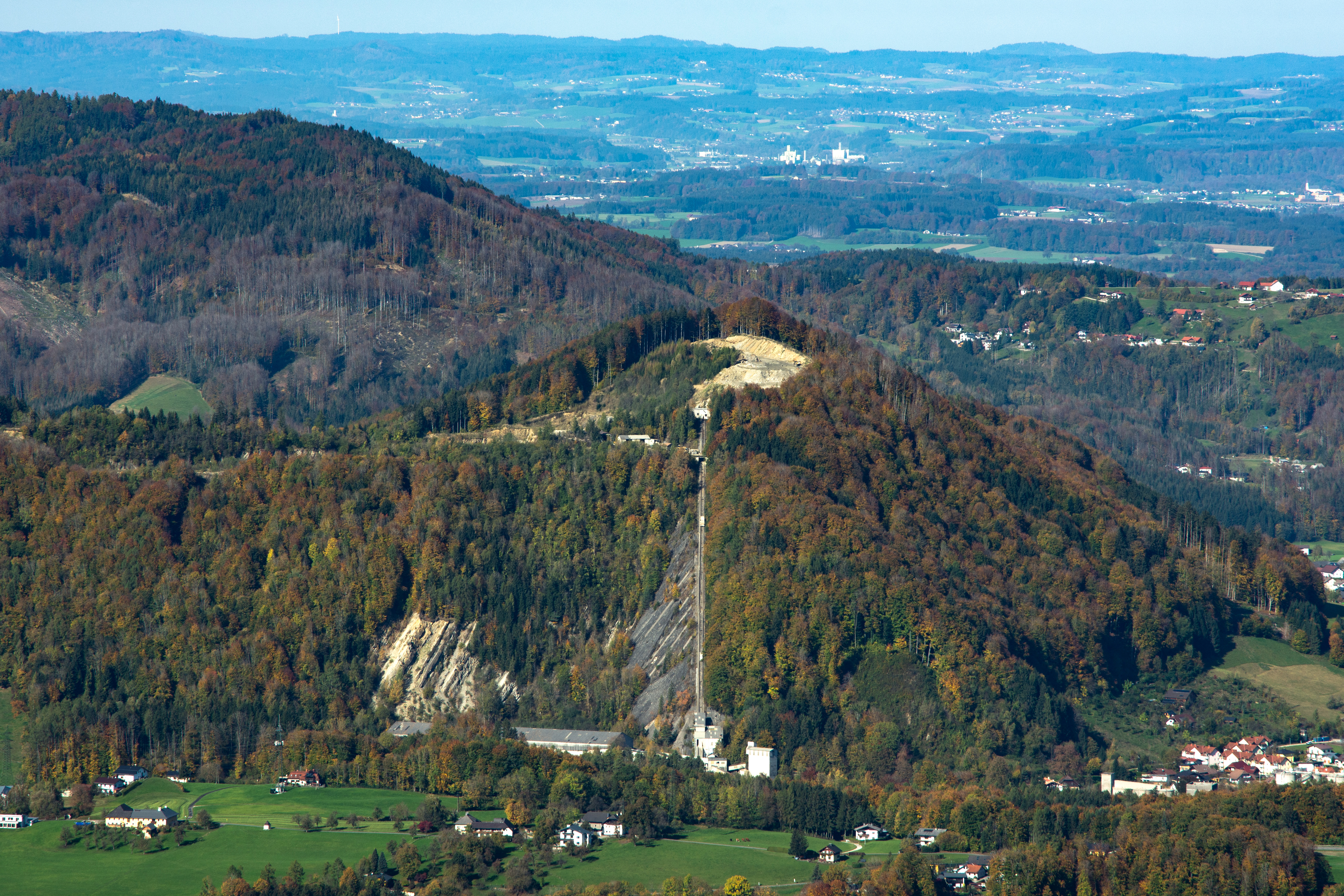
Pinsdorfberg mit Güterstandseilbahn.

Der Gmundnerberg ist ein 884 m ü. A. hoher Berg in der Marktgemeinde Altmünster, Bezirk Gmunden.

## Allgemeines
Der Gmundnerberg gehört zu den bekanntesten Aussichtsbergen Oberösterreichs, da man von seinen Höhen fast das gesamte Traunseebecken mit den felsigen Erhebungen des Ostufers (Traunstein, Erlakogel, Gasslkogel), die westlichen Gipfel des Toten Gebirges, nahezu das gesamte Höllengebirge sowie die waldreichen Berge der Flyschregion (Richtberg, Hongar, Kollmannsberg etc.) überblicken kann. Der touristische Ansturm ernährt eine stattliche Anzahl gastronomischer Betriebe, die sich längs der Bergstraße angesiedelt haben. Entlang des Höhenzuges verlaufen mehrere Sträßchen, die zu Privathäusern führen und wegen ihrer lohnenden Ausblicke auch gern als Wanderwege genutzt werden.
Der Bergrücken des Gmundnerberges liegt schräg von Südwest gen Nordost verlaufend zwischen der von Reindlmühl knickartig in Tallage nach Pinsdorf fließenden Aurach, dem südwärts benachbarten, wiesenreichen Grasberg (746 m) und den Ortsrändern von Altmünster (Eck), Gmunden (Bahnhof) und Pinsdorf. Etwa drei Viertel des Massivs liegen im Gemeindegebiet von Altmünster, der nordöstliche Ausläufer hingegen gehört zu Pinsdorf, dessen Ortsbild er wesentlich mitbestimmt. Dieser offiziell Pinsdorfberg genannte Teil ist stark bewaldet und durch eine asphaltierte Forststraße erschlossen, die in ihrem weiteren Verlauf in die Gmundnerbergstraße übergeht. Auf dem Pinsdorfberg befindet sich ein Mergelsteinbruch, der dem zur Rohrdorfer Gruppe gehörenden und direkt unterhalb der Gewinnungsstätte liegenden Zementwerk im Gmundner Bahnhofsbereich als Rohstofflieferant dient.
Auf dem Gmundnerberg-Plateau befindet sich neben einer Kapelle, einer Sternwarte und Ausflugsgasthäusern nebst Parkplätzen auch ein Neurologisches Therapiezentrum, das zur Vamed-Gruppe gehört und im Jahr 2010 eröffnet wurde. Es liegt auf dem Gelände einer jahrelang leerstehenden Lungenheilanstalt. Der Gmundnerberg ist stark zersiedelt, noch bewirtschaftete und ehemalige Gehöfte sowie moderne Wohnhäuser wechseln einander ab und reichen im Südwesten bis in die Niederungen des Aurachtals herab.

## Geografie
Die Landschaft rund um den Traunsee hat drei unterschiedliche Charaktere. Im Süden befinden sich die schroffen, hohen Berge der Kalkalpen mit dem Traunstein. Weiter nördlich bei der Erweiterung des Traunseebeckens schließen sich die dicht bewaldeten Rücken der Flyschberge ohne Felswände und Steilstufen an. An diese schließt sich das sanfthügelige Alpenvorland, in dem sich in der Öffnung des Traunseebeckens die Stadt Gmunden befindet.

## Gmundnerbergstraße
Die Gmundnerbergstraße (L1301) zweigt von der von Altmünster nach Reindlmühl führenden Landesstraße (L1299) beim Weiler Edt in nördlicher Richtung ab und windet sich nach einem kurzen geraden Abschnitt westwärts den Berg empor, ehe sie vor Erreichen des Plateaus nach einer Spitzkehre ostwärts verläuft. Östlich der Gmundnerbergkapelle ist ihre Benutzung nur noch für den Anrainerverkehr freigegeben. Sie überquert von da an den gesamten Bergrücken und geht auf Höhe des Mergelsteinbruchs nahtlos in die nur eingeschränkt befahrbare Pinsdorfbergstraße über.
1933 begannen die Bauarbeiten an der Straße auf den Gmundnerberg. Die „Produktive Arbeitslosenfürsorge“ finanzierte den Bau. Die Anrainer stellten die dafür benötigten Grundflächen (mit einer Ausnahme) kostenlos zur Verfügung. Die Dimensionen der Straße wurden so bemessen, dass sowohl Anrainer als auch Touristen die Straße problemlos benützen konnten.
Die Gemeinde Altmünster, die mit dem Bau im November 1933 mit 92 Arbeitslosen begann, erhielt auch die Finanzierung zur Anlage einer Straße von der Edt über den Grasberg nach Neukirchen. Das nördliche Ende der Grasbergstraße mündet an derselben Stelle in die L1299, an der die Gmundnerbergstraße beginnt.
Ende 1937 wurde die Straße bis zum Gasthaus „Zur Luft“ bis auf die Feinbeschotterung fertiggestellt.